# Roorkee
Roorkee is een stad en gemeente in het district Haridwar van de Indiase staat Uttarakhand.

## Demografie
Volgens de Indiase volkstelling van 2001 wonen er 97.064 mensen in Roorkee, waarvan 53% mannelijk en 47% vrouwelijk is. De plaats heeft een alfabetiseringsgraad van 76%.

## Galerij

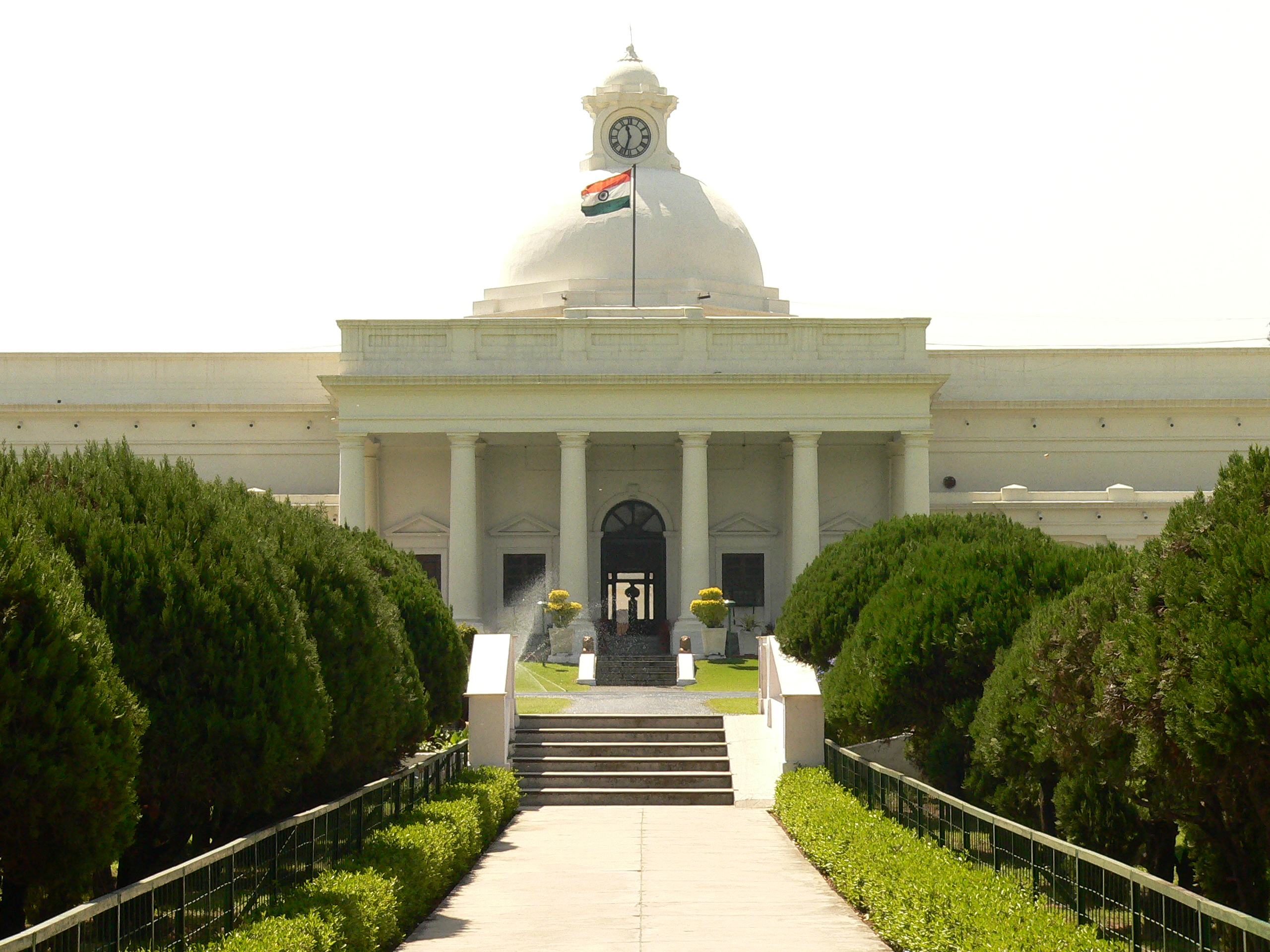
Zetel van het bestuur van Roorkee
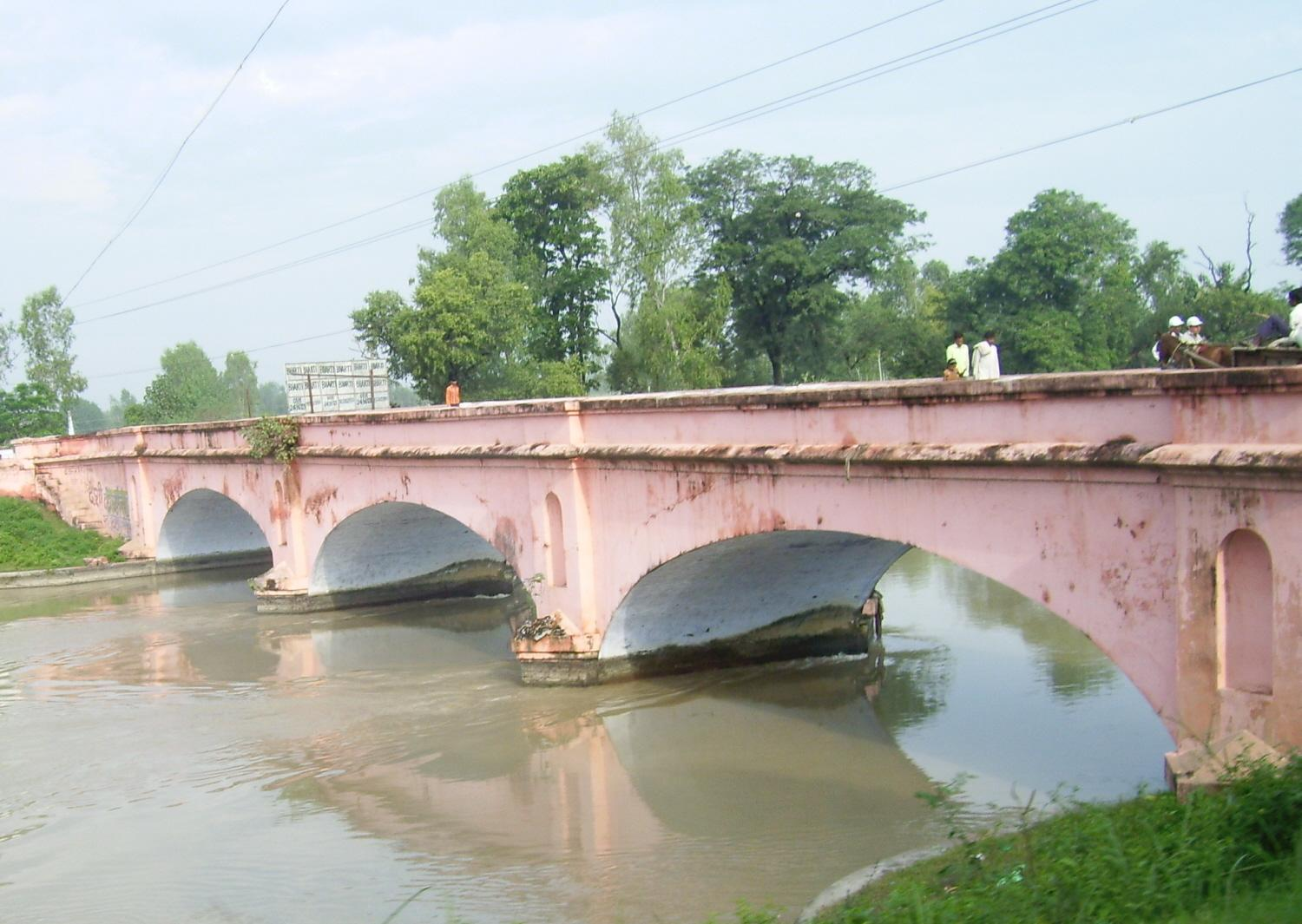
Brug over het Gangeskanaal bij Roorkee
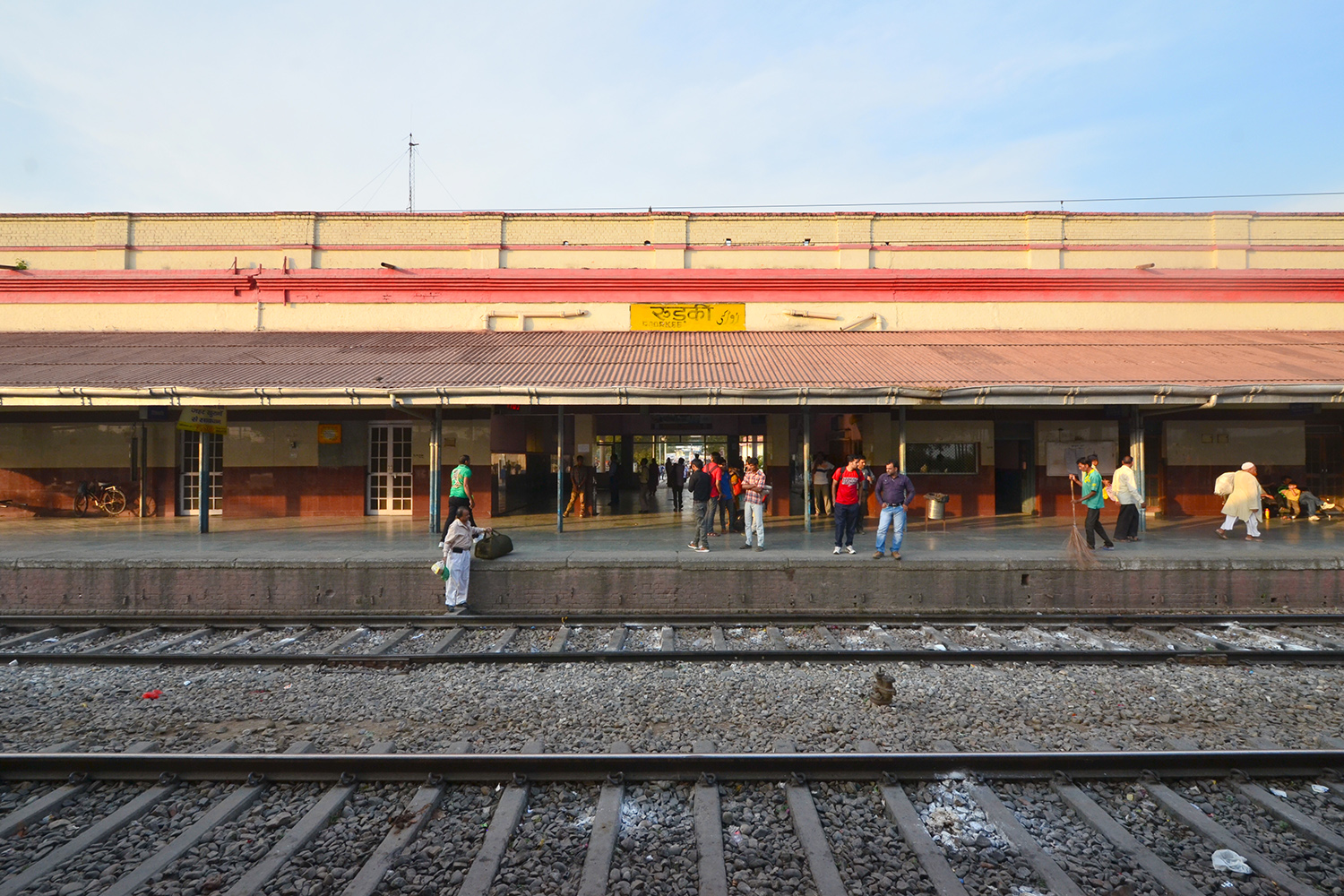
Station van Roorkee